# Fudbalska Federacija na Makedonija
Fudbalska Federacija na Makedonija ordnar med organiserad fotboll i Nordmakedonien, och har hand om seriespelet och de nordmakedonska landslagen. Förbundet bildades 1949, och inträdde 1994 i Fifa och Uefa. Förbundet har sin bas i Skopje.